# Résistances (bande dessinée)
 (décembre 2012).
Si vous disposez d'ouvrages ou d'articles de référence ou si vous connaissez des sites web de qualité traitant du thème abordé ici, merci de compléter l'article en donnant les références utiles à sa vérifiabilité et en les liant à la section « Notes et références ».
Résistances est une bande dessinée française en quatre tomes (L’Appel, Le Vent mauvais, Marianne et Le Prix du sang et des larmes) écrite par Jean-Christophe Derrien, dessinée par Claude Plumail et parrainée par le musée de la Résistance Nationale de Champigny-sur-Marne (et tout particulièrement par son archiviste Xavier Aumage), qui raconte la vie et le quotidien des français sous l’occupation à travers le destin de trois héros, André, Louis et Sonia.

## Personnages principaux
- André : époux de Sonia, il rejoint l’Angleterre au lendemain de l’appel du général De Gaulle. S’engageant dans la Résistance en tant qu’opérateur radio, il devient chef d’un maquis en Bourgogne. Arrêté et torturé, il dénonce Sonia et ses proches. À la Libération, il est assassiné par Louis.

- Sonia : conjointe d’André, elle fait la route de l’exode avec lui et Louis. De retour à Paris, elle travaille pour les allemands en tant qu’interprète. Agent double, membre des FTP-MOI parisiens, elle organise l’attentat du colonel Schneider et participe à la rédaction du journal clandestin Marianne. Dénoncée par André, elle est torturée et déportée à Ravensbrück. Le jour de son départ pour le camp de Ravensbrück, elle apprend qu’elle est enceinte.

- Louis : Ce jeune communiste devient vite l’amant de Sonia. Membre de la MOI, il participe au défilé du 14 juillet 1940. Arrêté et torturé en Bourgogne, il est sauvé par André. Participant à la libération de Paris, il assassine André lorsqu’il apprend que Sonia est morte à Ravensbrück.

## Présentations des tomes

### L’Appel
À la suite de la défaite de juin 1940, les Français se retrouvent sur la route de l'exode. C'est le cas d'André, Sonia et Louis. Mai 1943, Louis est sauvé des griffes de la Gestapo par le maquis d'André. Chacun à leur manière, ils vont aider à façonner le destin de la France.

### Le Vent mauvais
Ayant rejoint l'Angleterre et les FFL du général De Gaulle, André devient opérateur radio pour la Résistance. Dans un Paris occupé, Sonia et Louis poursuivent leur liaison amoureuse avec fougue et passion. Sonia, méprisant les Allemands, s'engage dans la Résistance et multiplie les attentats et les impressions de tracts. Mais lorsque André rentre, les destins basculent.

### Marianne
Partis vivre à Lyon, Sonia et Louis vivent désormais ensemble. Devenue journaliste pour le journal clandestin Marianne, elle quitte la lutte armée pour la lutte civile. Jaloux, André plonge le couple dans les ténèbres ce qui va coûter sa perte.

### Documentation
- Henri Filippini, « Résistances, t. 1 : déjà vu mais sympathique », dBD, no 44,‎ juin 2010, p. 78.